# 布茲凱 (尼古拉耶夫區)
47°25′47″N 32°0′2″E / 47.42972°N 32.00056°E

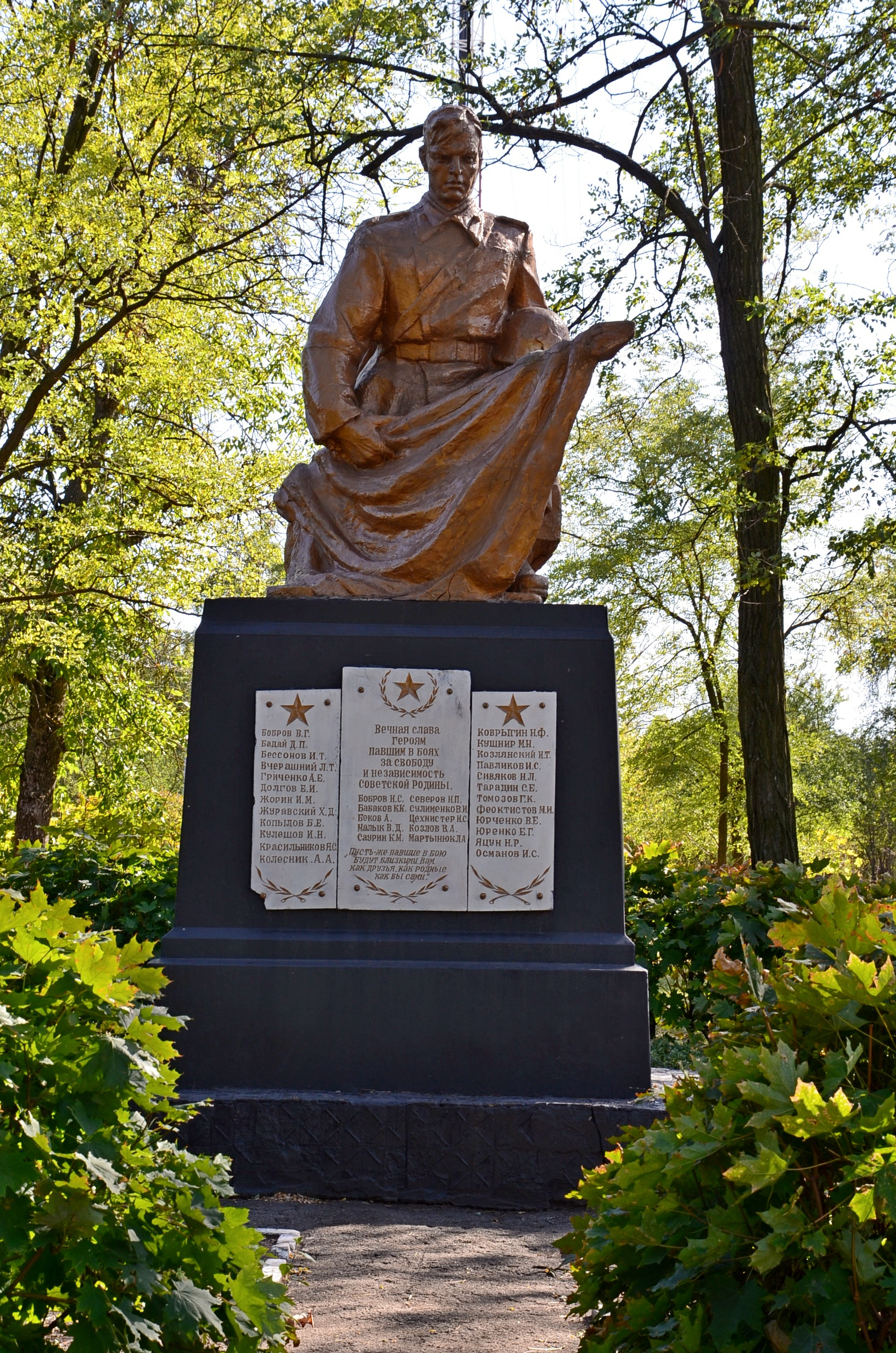
苏联烈士墓

布兹凯（烏克蘭語：Бузьке），是烏克蘭南部尼古拉耶夫州尼古拉耶夫區苏希叶拉内茨市镇内的村落。始建於1870年，面積1.11平方公里，海拔高度90米，2001年人口1,529，人口密度每平方公里1,377.5人。